# Alizée

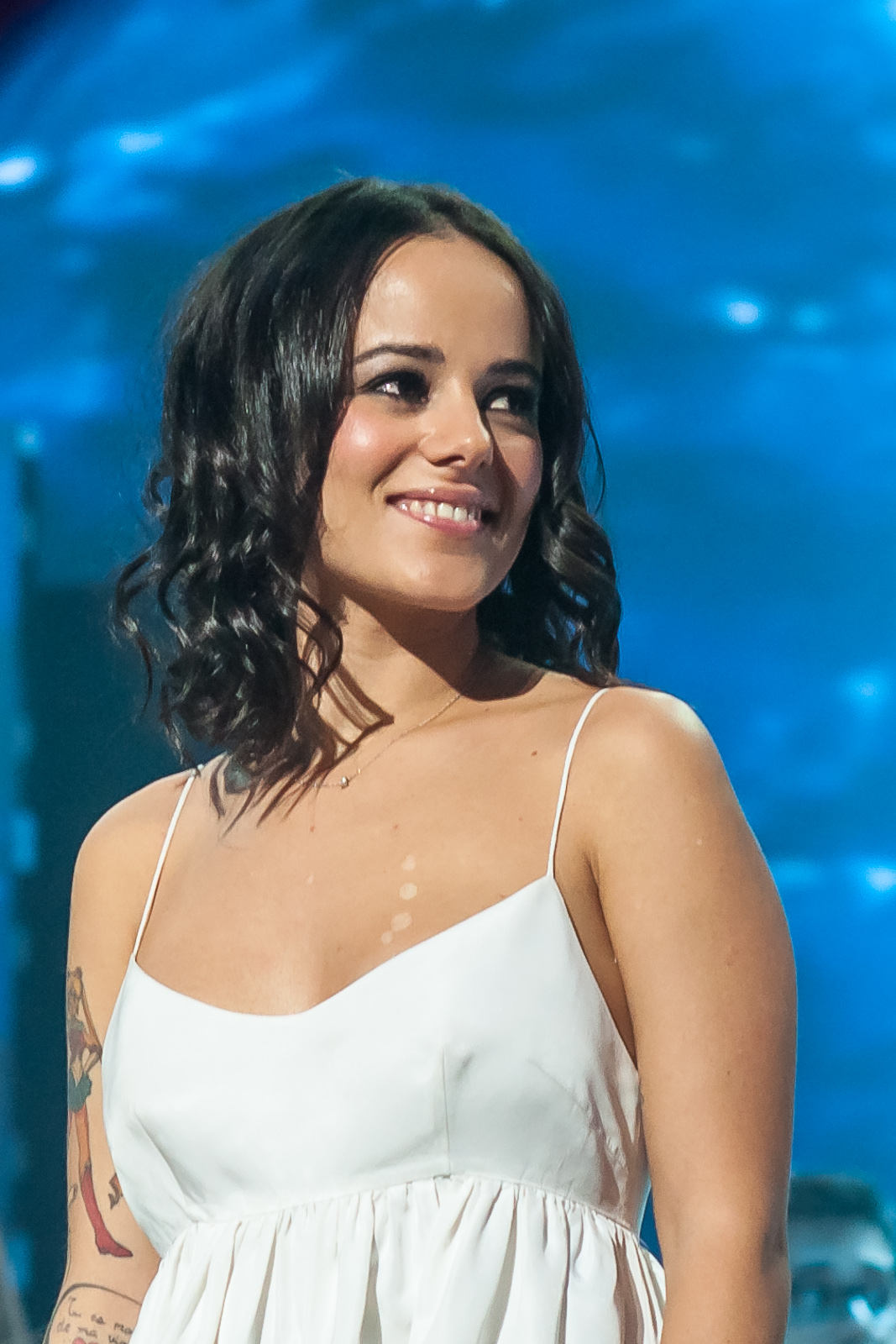
Alizée (2013)

Alizée Lyonnet [a.li.ˈze] (* 21. August 1984 in Ajaccio, Korsika als Alizée Jacotey) ist eine französische Pop-Sängerin.

## Leben
Alizée ist die Tochter einer Kauffrau und eines Informatikers, sie wuchs in Ajaccio auf. Ihr Vorname leitet sich von Alizé ab, der französischen Bezeichnung für den Passatwind. Sie hat einen jüngeren Bruder.
1995 gewann sie einen Malwettbewerb der Fluggesellschaft AOM French Airlines. Ihre Zeichnung wurde auf den Rumpf einer MD-80 reproduziert, die man außerdem auf ihren Namen taufte. Später wurde das Flugzeug umlackiert und an die südafrikanische Fluggesellschaft 1time verkauft.
Bei der Aufzeichnung der TV-Sendung Eurobest im März 2003 lernte sie Jérémy  Châtelain kennen, einen Sänger und Ex-Teilnehmer der französischen Castingshow Star Academy. Die beiden heirateten im November 2003 in Las Vegas. Das Paar trennte sich im Jahr 2011, wobei die Trennung wesentlichen Einfluss auf Alizées fünftes Album 5 hatte.
Mit der gemeinsamen Tochter (* 2005) zog Alizée kurz darauf von Paris zurück nach Ajaccio. Sie ist seit Ende 2013 mit dem Tänzer Grégoire Lyonnet liiert, mit dem sie die vierte Staffel von Danse avec les stars (französische Fassung von Let’s Dance) gewonnen hatte. Das Paar heiratete im Juni 2016 und eröffnete 2017 in Ajaccio eine Tanzschule. Im November 2019 kam Alizées zweite Tochter, das erste gemeinsame Kind des Paares, zur Welt.

## Karriere

### Anfänge
Schon früh interessierte sich Alizée für Tanz, Gesang und Schauspielerei. Im Alter von vier Jahren nahm sie klassischen und spanischen Tanzunterricht sowie Unterricht in Jazz Dance und Stepptanz. Ein Jahr später wechselte sie an die renommierte Tanz- und Schauspielschule École du Spectacle de Monique Mufraggi, wo sie in zwölf Jahren Ausbildung auch erste Bühnenerfahrung sammelte.
Ihr musikalischer Erfolg begann 1999: Alizée nahm an einem Casting zur französischen Talent-Show Graines de Star des Fernsehsenders M6 teil. Sie wollte die Chance nutzen, um professionelle Tänzerin zu werden, genommen wurde sie aber in der Kategorie Gesang. In der Sendung, ausgestrahlt am 25. Februar 2000, trat sie dann mit dem Titel Ma Prière der in Frankreich populären Sängerin Axelle Red auf und gewann. Den Regeln der Sendung folgend, trat sie in der nächsten Sendung eine Woche später noch einmal auf, erneut mit Ma Prière.

### 2000–2002:Gourmandises
Durch die beiden Fernsehauftritte wurden die französische Sängerin Mylène Farmer und der französische Produzent Laurent Boutonnat auf Alizée aufmerksam. Farmer hatte gerade den Song Moi… Lolita geschrieben, zu dem sie durch Vladimir Nabokovs Roman Lolita inspiriert wurde, und suchte eine junge Sängerin, zu der das Lied passen würde. Nach Probeaufnahmen produzierten sie den Song dann mit Alizée.
Am 4. Juli 2000 wurde Moi… Lolita in Frankreich veröffentlicht und erreichte in den französischen Charts sofort den zweiten Platz. Es wurde die erste Single, die 73 Wochen in den Charts blieb. Auch außerhalb Frankreichs war der Song erfolgreich, er ist beispielsweise bis heute die erfolgreichste nicht-englischsprachige Single in Großbritannien. In Deutschland erschien Moi… Lolita im September 2001 und kletterte bis auf Platz 5 der deutschen Charts.
Die zweite Single L’Alizé wurde mit rund 500.000 verkauften Platten ebenfalls ein Hit. Gleichzeitig veröffentlichte Alizée ihr erstes Album Gourmandises. Sie verkaufte mehr als vier Millionen Singles in Europa und wurde bei den World Music Awards 2002 als international erfolgreichster französischer Künstler ausgezeichnet.

### 2003–2007:Mes courants électriques

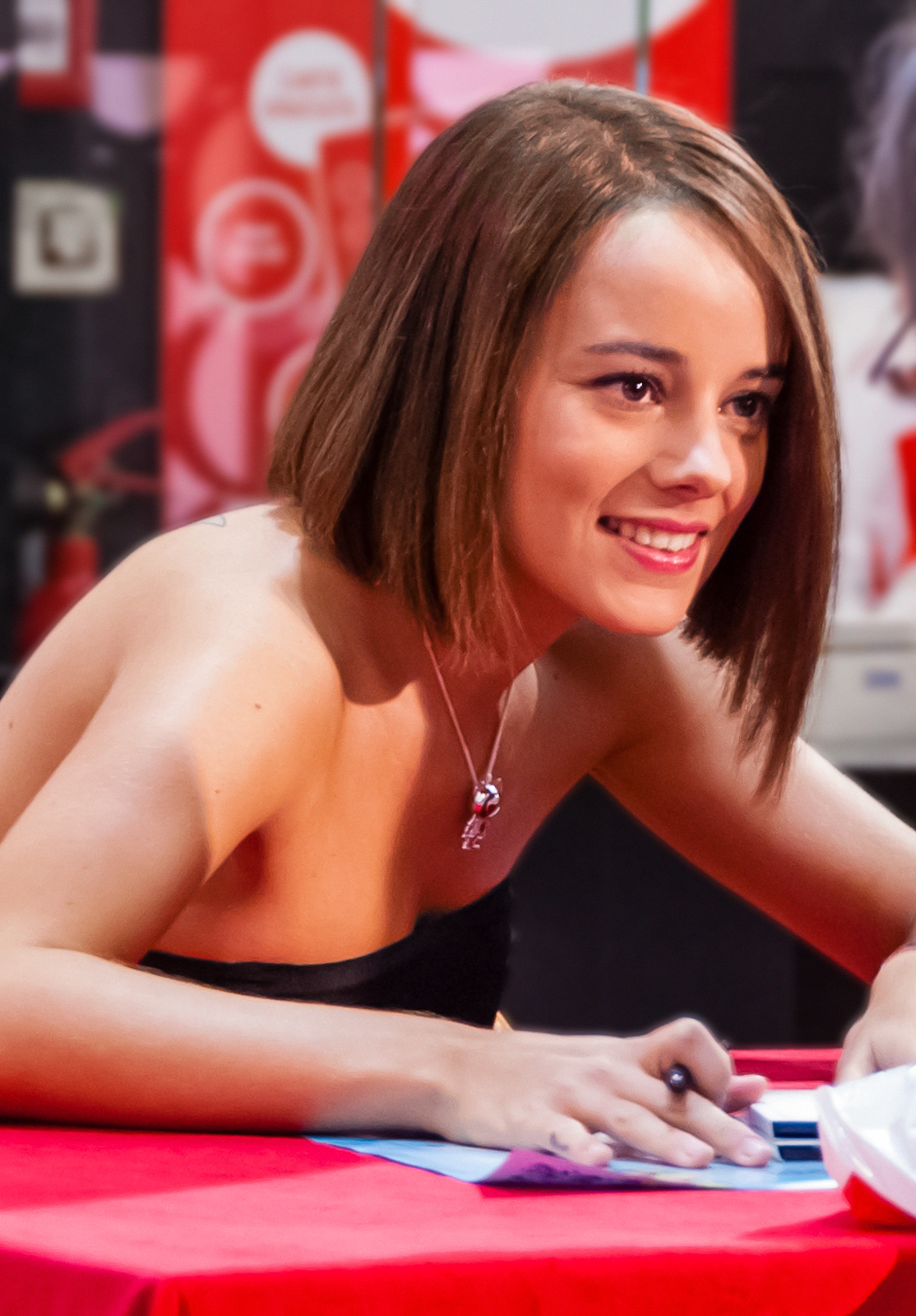
Alizée bei einer Autogrammstunde in Paris (2007)

Für ihr 2003 erschienenes zweites Album Mes courants électriques waren wieder Mylène Farmer und Laurent Boutonnat verantwortlich. Es verkaufte sich in Frankreich über 200.000 Mal und erreichte dort Chartplatz 2. Für die internationale Ausgabe des Albums nahm Alizée zusätzlich englischsprachige Versionen von vier Songs auf.
Von August 2003 bis Januar 2004 war Alizée auf Konzert-Tournee durch Frankreich. Während dieser Tour entstand die Live-CD und -DVD Alizée en concert, die im Oktober 2004 erschien. Zu deren Promotion wurde in Frankreich ein Video-Clip des Songs Amélie m’a dit veröffentlicht, der Ausschnitte aus der DVD enthielt.
2007 wurde Mexiko auf Alizée aufmerksam. Nachdem bereits einige ihrer Songs in den mexikanischen Radios gespielt wurden, erschien dort im Februar 2007 Alizée en concert als CD+DVD-Edition, kletterte bis auf Platz 8 der Albumcharts und erreichte Goldstatus (50.000 verkaufte Platten).

### 2007–2009:Psychédélices
Für das dritte Album Psychédélices, das am 3. Dezember 2007 erschien, arbeitete Alizée nicht mehr mit Mylène Farmer und Laurent Boutonnat. Stattdessen wurde das Album von Ehemann Jérémy Châtelain produziert, außerdem haben unter anderem Jean Fauque, Oxmo Puccino und Daniel Darc mitgewirkt. Die erste Single Mademoiselle Juliette erschien in Frankreich am 30. September 2007 – zunächst nur als Download; die CD-Variante folgte am 21. Januar 2008. Als zweite Single-Auskopplung wurde Fifty-Sixty veröffentlicht. Am 8. Februar 2008 erschien Psychédélices auch in Deutschland.
In Frankreich und Europa konnte Alizée mit dem Album nicht an ihre früheren Erfolge anknüpfen, wohingegen sie ihren Erfolg in Mexiko fortsetzte. Sowohl Psychédélices als auch die nur dort veröffentlichte Kompilation Tout Alizée erreichten gute Chartpositionen. Für die am 25. Juni 2008 veröffentlichte „Mexican Tour Edition“ von Psychédélices produzierte Alizée ein Cover von Madonnas La Isla Bonita.
Am 18. Mai 2008 startete Alizée ihre Psychédélices Tour mit einem Konzert in Moskau. Im Juni folgten einige Konzerte in Mexiko. Das ursprünglich für den 23. Oktober 2008 geplante Konzert im Le Grand Rex in Paris wurde erst auf März 2009 verschoben und schließlich ganz abgesagt.

### 2010–2012:Une enfant du siècle
Alizées viertes Studioalbum Une enfant du siècle erschien am 29. März 2010. Nachdem Alizée bereits für Remixe der Single Fifty-Sixty mit dem Elektro-Label Institubes in Kontakt gekommen war, wurde nun Une enfant du siècle von Künstlern des Labels produziert – insbesondere vom Label-Chef Jean-René Etienne und der Gruppe Chateau Marmont. Und ebenfalls wie schon Fifty-Sixty orientieren sich die Lieder des Albums am Leben des Models Edie Sedgwick. Die erste Single Les collines (Never Leave You) erschien in Frankreich am 8. März 2010 als Download. In Deutschland wurde ihr Album am 2. April 2010 veröffentlicht.
Gemeinsam mit Alain Chamfort nahm Alizée das Duett Clara veut la lune auf. Die Neuaufnahme des Songs, dessen Original Chamfort für sein Album Neuf (1993) schrieb, wurde auf seinem Album Elles & Lui (2012) veröffentlicht.

### 2012–2013:5

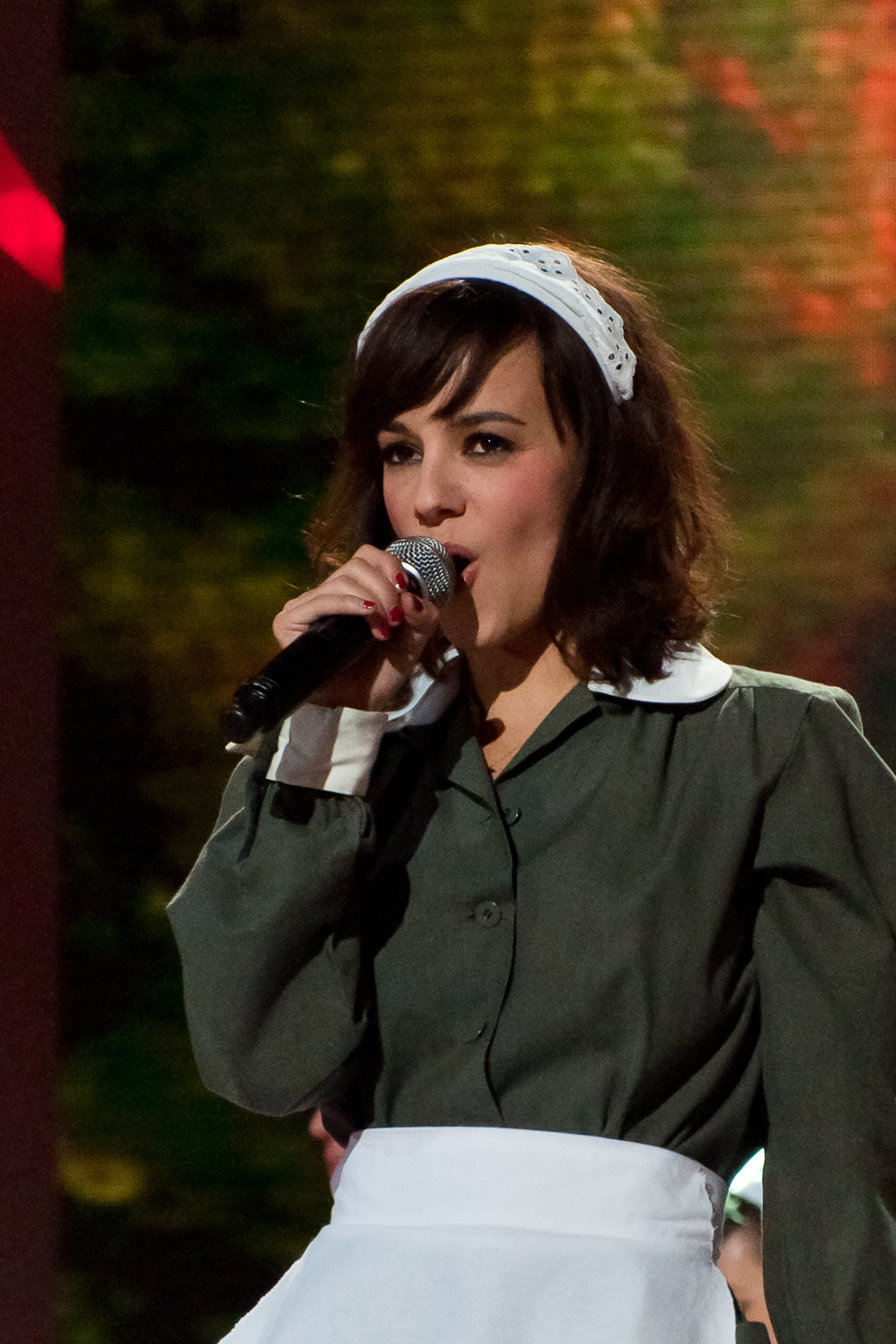
Alizée bei einem Konzert von Les Enfoirés (2013)

Alizées fünftes Studioalbum – 5 (französisch „Cinq“ [sɛ̃k]) – wurde von ihr zunächst für Oktober 2012 angekündigt, beteiligt sollten unter anderem Jean-Jacques Goldman, Thomas Boulard (Sänger und Gitarrist der Gruppe Luke) und die BB Brunes sein. Am 27. Juni 2012 veröffentlichte Alizée auf ihrer Homepage die erste Single À cause de l’automne. Den Song hatte ursprünglich der Brite Pete Russell als Never Again geschrieben, die französische Version stammt von Thomas Boulard.
Die Veröffentlichung des Albums wurde jedoch mehrfach verschoben, bis es schließlich am 25. März 2013 in Frankreich erschien. Produziert hat es Alexandre Azaria, weitere Mitwirkende sind neben Thomas Boulard auch Adrien Gallo (Sänger der BB Brunes), Antoine „Bartone“ Barrailler und Christian Vié.
Zusammen mit Olly Murs nahm Alizée eine für den französischen Markt produzierte Version von Murs’ Single Dear Darlin’ auf, welche am 2. September 2013 erschien.

### Seit 2014:Blonde
Am 20. Juni 2014 erschien nur ein Jahr nach 5 das sechste Studioalbum Blonde. Die gleichnamige erste Single wurde am 18. März 2014 veröffentlicht. Am 16. Juni 2014 erschien die zweite Singleauskopplung Alcaline.

### Sonstiges
2001 und 2002 sowie von 2008 bis 2013 nahm Alizée an der jährlichen Wohltätigkeitsveranstaltung Les Enfoirés teil, bei der französische Prominente Konzerte geben, deren Erlöse der Hilfsorganisation Les Restos du Cœur zugutekommen.
2014 lieh sie in der französischen Synchronfassung des Films Tinkerbell und die Legende vom Nimmerbiest der Fee Nyx ihre Stimme. Außerdem nahm sie an der Fernsehsendung Stars au grand air, der französischen Version von Beste Zangers, teil.

## Diskografie
Studioalben

| Jahr | Titel                    | Höchstplatzierung, Gesamtwochen, AuszeichnungChartplatzierungen (Jahr, Titel, Platzierungen, Wochen, Auszeichnungen, Anmerkungen) | Höchstplatzierung, Gesamtwochen, AuszeichnungChartplatzierungen (Jahr, Titel, Platzierungen, Wochen, Auszeichnungen, Anmerkungen) | Höchstplatzierung, Gesamtwochen, AuszeichnungChartplatzierungen (Jahr, Titel, Platzierungen, Wochen, Auszeichnungen, Anmerkungen) | Höchstplatzierung, Gesamtwochen, AuszeichnungChartplatzierungen (Jahr, Titel, Platzierungen, Wochen, Auszeichnungen, Anmerkungen) | Höchstplatzierung, Gesamtwochen, AuszeichnungChartplatzierungen (Jahr, Titel, Platzierungen, Wochen, Auszeichnungen, Anmerkungen) | Höchstplatzierung, Gesamtwochen, AuszeichnungChartplatzierungen (Jahr, Titel, Platzierungen, Wochen, Auszeichnungen, Anmerkungen) | Anmerkungen                                                   |
| Jahr | Titel                    | DE | AT | CH | UK | FR | BEW | Anmerkungen                                                   |
| ---- | ------------------------ | --- | --- | --- | --- | --- | --- | ------------------------------------------------------------- |
| 2000 | Gourmandises             | DE29 (21 Wo.)DE | AT40 (9 Wo.)AT | CH27 Platin · (50 Wo.)CH | — | FR1 ×2Doppelplatin · (84 Wo.)FR                                                                                                   | BEW7 Gold · (49 Wo.)BEW | Erstveröffentlichung: 21. November 2000 Verkäufe: + 4.000.000 |
| 2003 | Mes courants électriques | DE26 (10 Wo.)DE | — | CH13 (13 Wo.)CH | — | FR2 ×2Doppelgold · (49 Wo.)FR | BEW9 (9 Wo.)BEW | Erstveröffentlichung: 28. März 2003 Verkäufe: + 200.000       |
| 2007 | Psychédélices            | — | — | CH99 (1 Wo.)CH | — | FR16 Gold · (16 Wo.)FR | BEW50 (9 Wo.)BEW | Erstveröffentlichung: 3. Dezember 2007 Verkäufe: + 135.000    |
| 2010 | Une enfant du siècle     | — | — | — | — | FR24 (6 Wo.)FR | BEW60 (4 Wo.)BEW | Erstveröffentlichung: 29. März 2010                           |
| 2013 | 5                        | — | — | — | — | FR23 (6 Wo.)FR | BEW41 (11 Wo.)BEW | Erstveröffentlichung: 25. März 2013                           |
| 2014 | Blonde                   | — | — | CH79 (1 Wo.)CH | — | FR19 (3 Wo.)FR | BEW19 (8 Wo.)BEW | Erstveröffentlichung: 23. Juni 2014                           |

## Künstlerauszeichnungen
- 2000: M6 Music Award (Beste weibliche französische Neuentdeckung)
- 2001: DMX Music Award (Bestes nicht in den USA erschienenes Lied)
- 2001: NRJ Music Award (Beste französische Neuentdeckung und Beste Künstler-Website)
- 2002: World Music Award (International erfolgreichster französischer Künstler)
- 2008: Lunas del Auditorio Award in Mexiko (Bester ausländischer Popmusiker)[13]